# Израильские черкесы

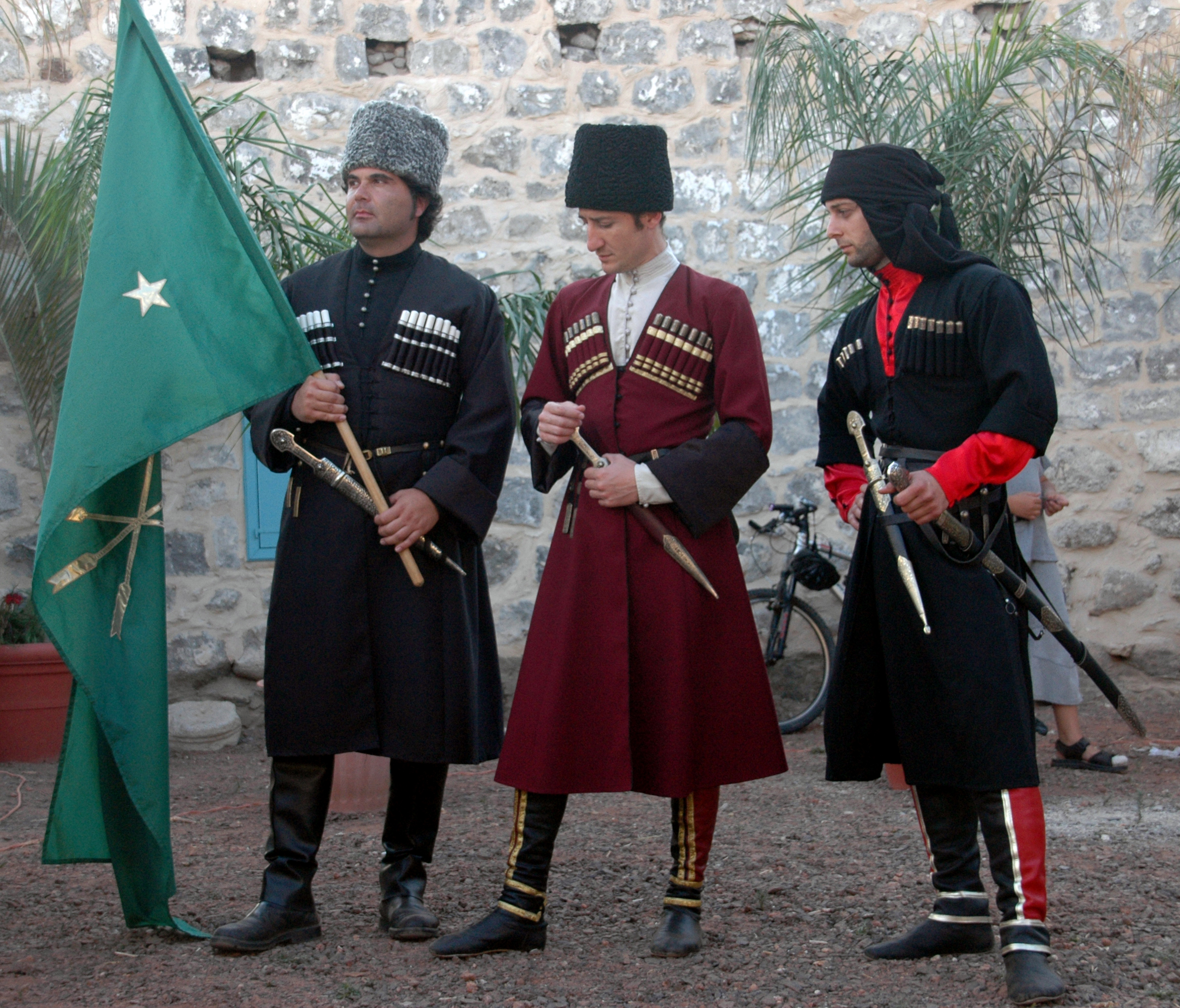
Черкесы в традиционной одежде в Кфар-Каме

Изра́ильские черке́сы являются частью абхазо-адыгской (западно-кавказской) группы.
Историческая родина черкесов — Западный Кавказ, с которого, после поражения в Кавказской войне, они были изгнаны Российской империей в Османскую империю.
В настоящее время черкесы проживают в Турции и России (в российских переписях проходят под четырьмя названиями: адыгейцы, кабардинцы, черкесы и шапсуги), Сирии, Иордании, Ираке, странах Евросоюза, США, Австралии и т. д.
Черкесы Израиля являются умеренными мусульманами-суннитами. В Израиле насчитывается около 4000 черкесов, которые в основном сосредоточены в двух деревнях: Кфар-Кама (в основном черкесы шапсугского колена) и Рехания (в основном, черкесы абадзехского колена).

## История
Основная часть черкесов переселилась на Ближний Восток после того, как они покинули Северный Кавказ. Черкесы боролись с Россией в течение длительного периода Кавказской войны. Многие черкесы были убиты или покинули Россию. Османская империя, которая разглядела в черкесах опытных бойцов, приняла их и поселила в малонаселенных районах, в том числе в Галилее.
Израильские черкесы имели хорошие отношения с еврейской общиной в Израиле ещё с начала еврейских поселений в Эрец-Исраэль, благодаря общему языку с первыми иммигрантами из России, осевшими в Галилее.
В 1930—40-х годах израильские черкесы оказывали активное содействие нелегальной еврейской миграции в подмандатную Палестину через Ливан, несмотря на преследования британских властей.
Черкесы-мужчины с 1956 года служат в Армии обороны Израиля.

## Черкесская община

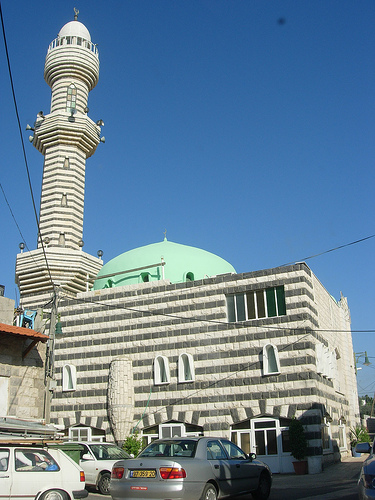
Мечеть в Кфар-Каме.
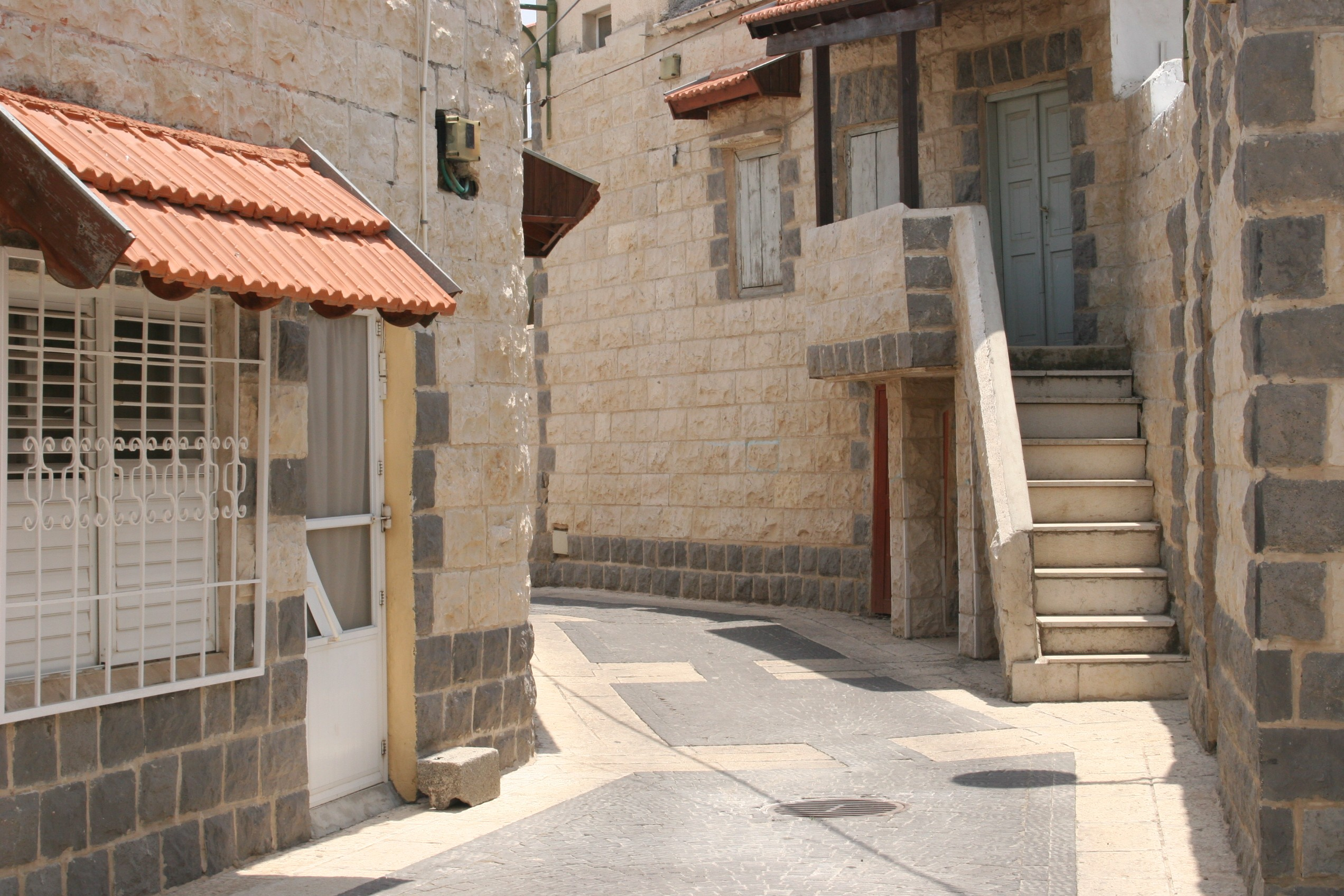
Старая часть Кфар-Камы
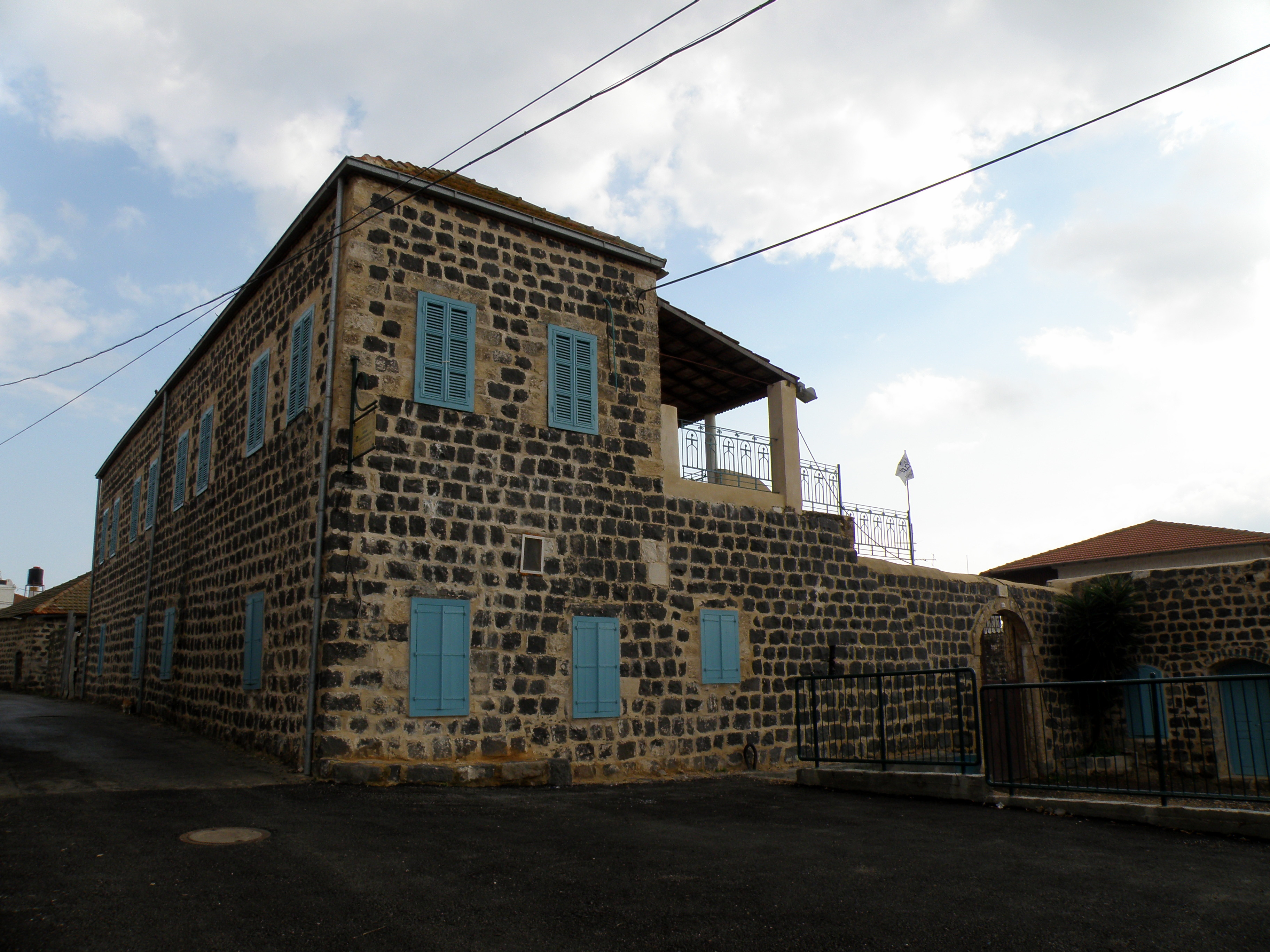
Черкесский Центр наследия в Кфар-Каме.
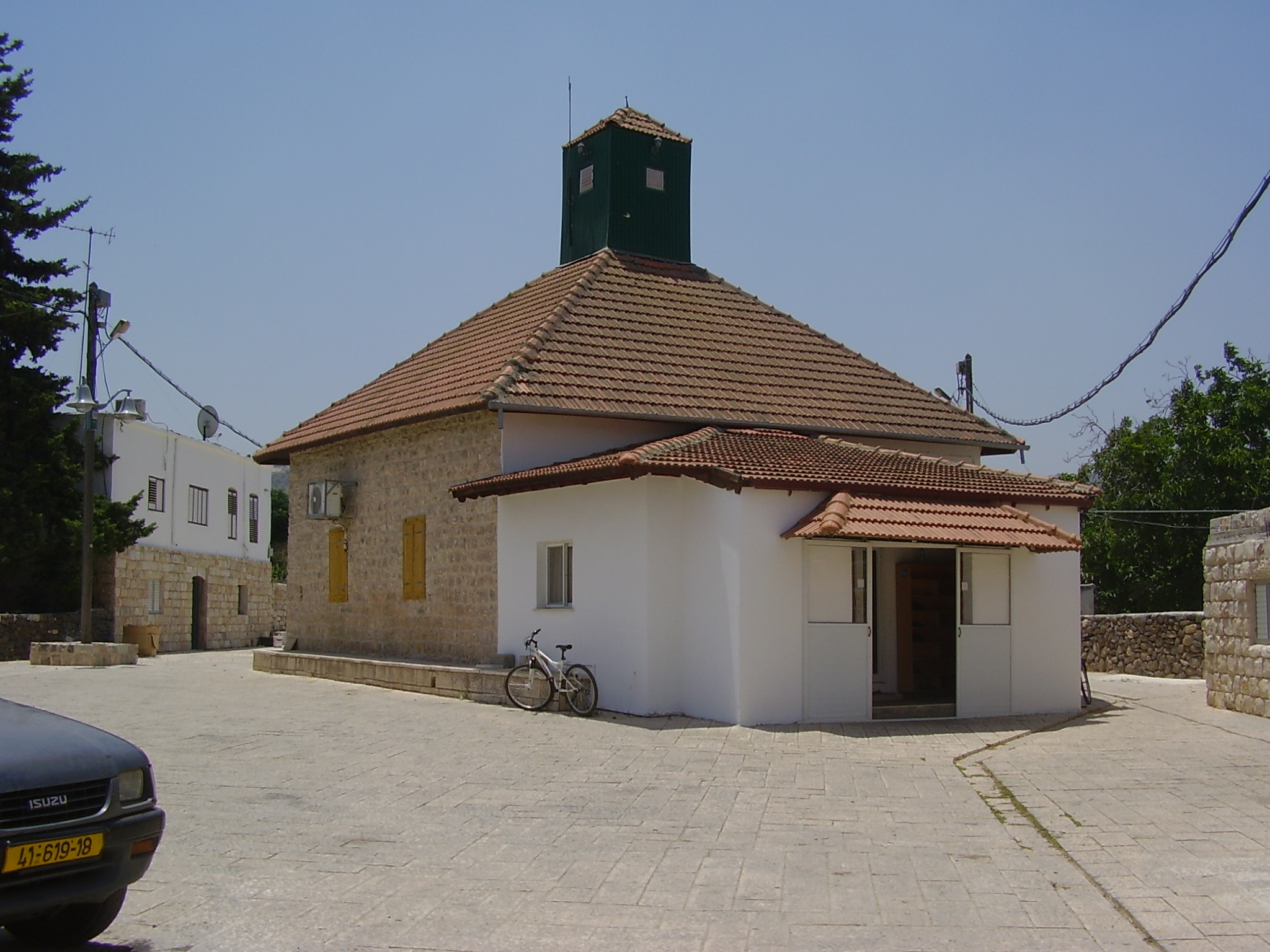
Мечеть в Рихание
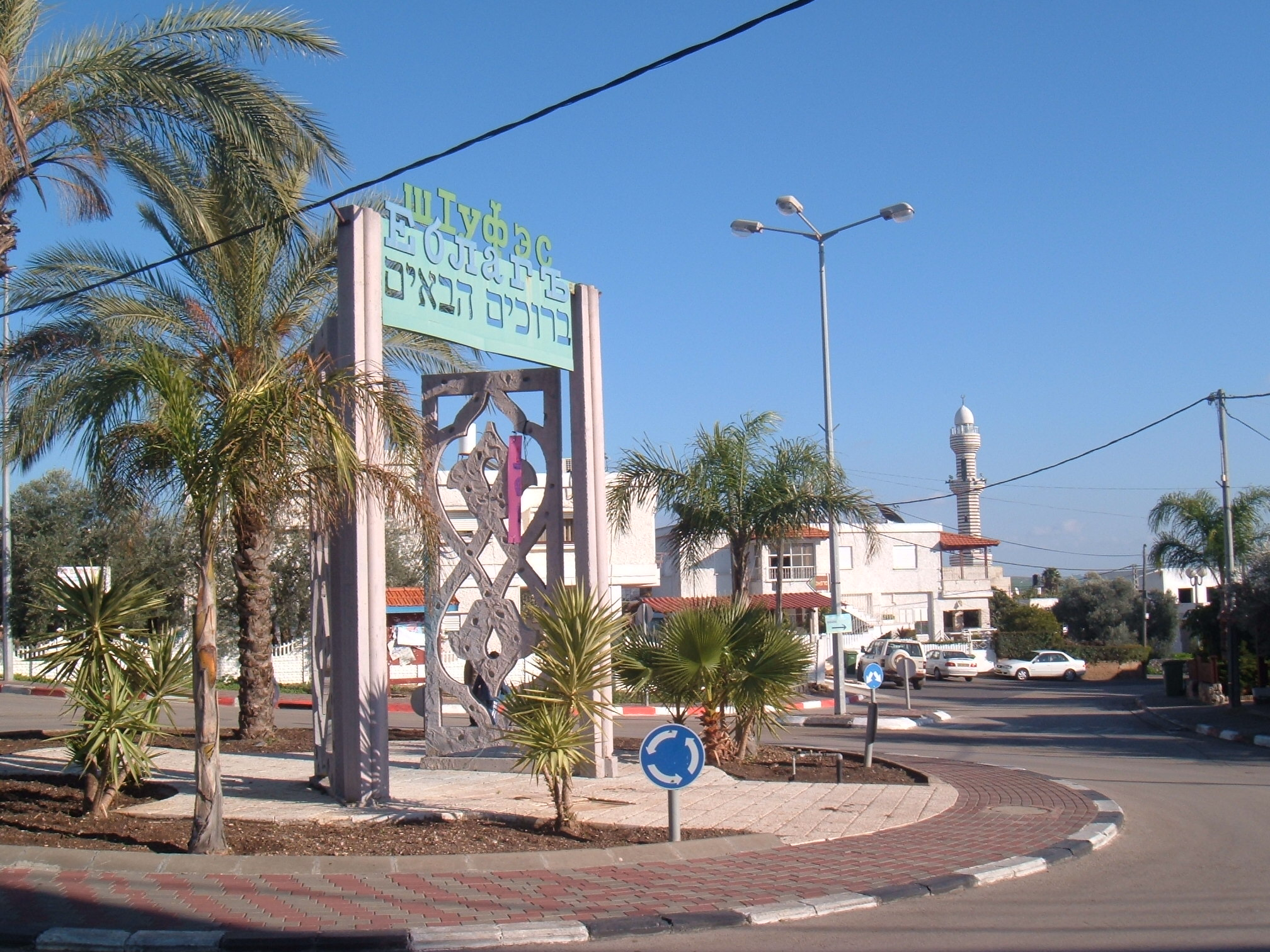

После раздела арабских регионов Османской империи два черкесских селения — Кфар-Кама и Рихания, расположенные в Палестине в Галилее, отошли к территориям Великобритании. К указанному периоду в них проживало около 900 человек — шапсуги в Кфар-Каме и абадзехи в Рихании.
В годы британского правления в Палестине 1918—1948 годов сфера деятельности черкесов практически не изменилась. Британские власти не проводили обязательного призыва, но жителям Кфар-Камы и Рихании было предоставлено право вступать в Трансиорданские пограничные войска и полицейские части.
В 1920—30-е годы во время арабо-еврейских конфликтов в Палестине черкесы сохраняли нейтралитет. После образования Государства Израиль (1948) из жителей Кфар-Камы и Рихании был сформирован отдельный черкесский кавалерийский отряд (эскадрон). Черкесский эскадрон в составе израильской армии принимал участие в боевых действиях арабо-израильской войны 1948—1949 годов, а также использовался в борьбе с контрабандной торговлей из Ливана (позднее был расформирован). Служба в британских и израильских вооруженных силах являлась для черкесов привычным родом деятельности, решавшим проблему занятости. В июне 1958 года по просьбе жителей Кфар-Камы и Рихании, правительство Израиля предоставило право на прохождение срочной службы в вооруженных силах страны черкесским юношам, достигшим 18-летнего возраста.
В конце 1990-х годов численность черкесов в Израиле составила: в Кфар-Каме — 2544 человека, в Рихании — 732 человека. Преобладающую часть населения Кфар-Камы составляют шапсуги. В селении также живут абадзехи, хатукайцы, бжедуги, натухайцы и две арабские семьи. Среди черкесского населения Рихании преобладают абадзехи. В селении также проживает 179 арабов. Отдельные черкесские семьи проживают в городах Цфат, Хайфа, Назарет и некоторых других населённых пунктах.
Кфар-Кама и Рихания стали развиваться с 50-х годов XX века. В 1950 году в Кфар-Каме создали муниципальный совет. Постепенно селения подключили к системе водоснабжения, электрической и телефонной сетям. В 1984 году Кфар-Кама была удостоена первого национального приза как самое чистое селение страны. В селении также были учреждены: поликлиника и стационар, детские ясли, школа, дом культуры, банк, спортивный центр, футбольный и закрытый баскетбольный стадионы. В Рихании были созданы муниципальный совет, школа, медицинский и культурный центры и др.
Сфера занятости жителей обоих черкесских селений неоднородна: рабочие, служащие силовых структур (армии, полиции, охранных фирм) и административных учреждений, учителя, фермеры и др. Удельный вес работающих женщин составляет более половины (преимущественно воспитательницы и учителя). В 1980—90-х годах некоторые женщины в Рихании работали на текстильной фабрике, но её перевели в другое место. В целом, уровень жизни обоих селений соответствует общеизраильскому.
Жители Кфар-Камы и Рихании свободно владеют родным адыгским языком (шапсугским и абадзехским диалектами), который является языком бытового общения представителей всех поколений. Также владеют арабским языком и ивритом. Важное значение имело введение адыгского языка в качестве предмета в школьную программу в 1976 году. Тогда же израильские черкесы начали использовать кириллицу для записей на родном языке. Адыгский язык изучают с 6 класса по учебникам, составленным на основе учебников Республики Адыгея. Учителя адыгского языка проходили стажировку в Адыгее и Кабардино-Балкарии.
Первая начальная школа в Кфар-Каме была учреждена ещё в 1890-х годах. Некоторые жители селения получили образование в Университете Аль-Азхар в Каире и в Стамбульском университете. До 1977 года преподавание в школах черкесских селений осуществлялось по арабской программе на арабском языке. Затем школы перевели на еврейскую общеобразовательную систему, на иврите, что предоставляет молодежи больше возможностей для поступления в колледжи и вузы страны и дальнейшего трудоустройства. В качестве иностранных языков изучаются арабский и английский. В Кфар-Каме функционирует начальная (до 6 класса) и неполная средняя (до 9 класса) школы, в Рихании — начальная школа. Ученики этих школ завершают образование в школах соседних населённых пунктов. Школы в черкесских селениях оснащены современными библиотеками, компьютерными классами, аудио- и видеоаппаратурой и др.
В 1959 году были установлены связи с представителями исторической родины. В Кфар-Каму стали присылать учебники адыгского языка, записи адыгских песен и музыки. В 1965 году в Кфар-Каме стал выходить журнал «Черкес» на иврите и адыгском языке. В нём публиковались материалы для изучения адыгского языка, хроника событий на исторической родине, информация о жизни черкесов в других странах, сельские новости и т. п. Сформирована была и группа черкесского народного танца. В июле 1990 года группа израильских черкесов впервые посетила историческую родину — Адыгею и Кабардино-Балкарию. В последующие годы историческую родину стали посещать жители обоих селений.
В 1991 году в Кфар-Каме учредили общество «Нафна», целью которого является сохранение черкесского культурного наследия и укрепление связей с исторической родиной. В 1993 году по решению израильского правительства в Рихании был основан Черкесский институт изучения кавказских народов (с отделением в Кфар-Каме). Институт занимается изучением черкесского (адыгского) языка и истории, осуществляет повышение квалификации учителей адыгского языка и т. п.
По мнению российских кавказоведов, израильские черкесы сохранили этническую культуру и, особенно, родной язык, лучше, чем черкесы, проживающие в других зарубежных странах.